# Нух-бек Казикумухский
Нух-бек Казикумухский (лак. Нухl-баг; конец XVIII века, Кумух, Казикумухское ханство — 1828, Османская империя) — северо-кавказский военный деятель, казикумухский бек и старший сын Сурхай-хана Кун-Буттая.

## Биография
В 1799 году Нух-бек, пользуясь болезнью Шейхали-хана, успел занять Кубу, а сам Сурхай-хан, с казикумухцами занял сел. Куллар на Самуре.
В 1806 году в Баку Мустафа-хан Ширванский, Шейхали-хан Кубинский, Сурхай-хан, Нух-бек и Хусейнкули-хан вступили в бой с русскими, стоявшими на якоре напротив Баку, затопили несколько русских кораблей, но русские вышли на берег и стали обстреливать крепость. Тогда явился Шейхали-хан с Нухбеком, сыном Сурхай-хана, русский генерал был вынужден сесть опять на судно и удалиться к острову Сари. Русский главнокомандующий был застрелен в Баку, много русских людей было убито и взято в плен.
В конце 1811 года Шейхали-хан собрал значительное скопище с целью нападения на Кубу, занятую небольшим отрядом генерал-майора Гурьева. Нух-бек, с казикумухцами и кюринцами отправился к нему на помощь.Шейхали-хан занял селения Джабир и Рустов и уже готовился напасть на Кубу, когда прибыл отряд генерал-майора Хатунцев, посланный для водворения порядка. В селении Рустов генерал Хатунцев разбил армия Шейхали-хана и Нух-бека и двинулся в Кюру для наказания Сурхай-хана, спешившего на помощь к сыну.
В начале августа 1814 года, при отъезде в Тебриз, часть казикумухской знати попала в засаду. На переправе через Куру, Сурхай-хан и приближение к нему люди, были застаны врасплох милицией и казаками, под начальством елизаветопольского окружного начальника, подполковника Калатузова.
После ожесточенного боя, со стороны казикумухцев 35 человек пали в бою, 10 пленены. В числе захваченных в плен был сын Нух-бека, Гатам, и несколько других родственников.
1. ↑  Бакиханов А.К. Период пятый // Гюлистан-и Ирам. — Б.: Элм, 1991. — С. 89. — ISBN 3-8066-0236-2.. Архивировано 26 марта 2024 года.
2. ↑  Курбанов А.Д. ЭТИМОЛОГИЯ ТЕРМИНА "ХАЛКЛАВЧИ" И О ДАТЕ ВЫХОДА ГАЗИ-КУМУХА ИЗ СОСТАВА ШАМХАЛЬСТВА // Вестник Дагестанского государственного университета. Серия 2: Гуманитарные науки. — 2012. — № 4. Архивировано 20 сентября 2022 года.
3. ↑  Али Каяев. Лакку маз ва тарих (лак.). — Махачкала: Элму, 2010. — С. 293. — ISBN 9785020342408.
4. 1 2 3 4  «Сборник сведений о кавказских горцах» Вып. 2. — Тифлис, 1869. — С. 224. — 401 с. — ISBN isbn = 5-86316-004-7.
5. ↑  Б. Дорн. «О походах древних русских в Табаристан, с дополнительными сведениями о других набегах их на прибрежье Каспийского моря». rusneb.ru (1875). Дата обращения: 26 марта 2024. Архивировано 26 марта 2024 года.